# Argelièrs (Erau)
Argelièrs (en francès Argelliers) és un municipi occità del Llenguadoc, a l'estat francès, situat al departament de l'Erau i a la regió d'Occitània.